# Judge (manga)
Pour les articles homonymes, voir Judge.
Autre
Judge (ジャッジ, Jadji) est un shōnen manga thriller et gore écrit et dessiné par Yoshiki Tonogai. Il a été prépublié au Japon dans le magazine Monthly Shōnen Gangan entre février 2010 et juillet 2012. Les six tomes ont été publiés en 2012. La version française est éditée par Ki-oon entre le 30 juin 2011, et le 24 janvier 2013.
Une adaptation en film live est sortie le 8 novembre 2013 au Japon.

## Histoire
Hiro est un jeune homme amoureux de son amie d'enfance Hikari, alors que cette dernière sort depuis peu avec  son frère aîné Atsuya. Hikari devine cependant qu'Hiro est amoureux d'une fille et le pousse à lui avouer ses sentiments... Ce qu'il décidera de faire en décalant un rendez-vous qu'elle avait avec Atsuya. Ce dernier, restant sur son lieu de travail une heure de plus, se fera alors percuter par un camion, et trouvera la mort. Hiro, rongé par le remords, ne s'en remet pas pendant les deux années suivant cette tragédie. Au terme de ces deux années, il se réveille un jour menotté dans un bâtiment obscur, coiffé d'un lourd masque de lapin. Après quelques pas, il pénètre dans une salle de tribunal où l'attendent sept autres adolescents coiffés eux aussi de masques d'animaux, ainsi qu'un jeune garçon mort.
Chaque masque d'animal représente un des sept péchés capitaux : gourmandise (cochon), avarice (renard), paresse (ours), orgueil (lion), luxure (chat), envie (lapin) et colère (cheval). Une vidéo leur explique par le biais d'une peluche les règles du jeu auquel ils vont être forcés de participer : toutes les douze heures aura lieu un vote au cours duquel ils devront choisir de sacrifier l'un d'entre eux jusqu'à que ne reste que quatre survivants au jeu.

## Personnages
Hiroyuki Sakurai
Hiroyuki Sakurai, surnommé Hiro, est le personnage principal du manga. Il a un frère aîné, Atsuya, et est en classe de seconde au lycée. Il est amoureux de son amie d'enfance Hikari, mais celle-ci sort depuis peu avec son frère. Il décide, un jour, malgré tout, de lui avouer ses sentiments, en décalant un rendez-vous qu'elle avait avec Atsuya, mais cette initiative cause indirectement la mort de son frère, percuté par un camion.
Deux ans plus tard, Hiro se retrouve dans un endroit sombre, menotté et coiffé d'un masque de lapin, symbole du péché de l'envie (Envy), pour avoir provoqué la mort de son frère. Il va rencontrer huit autres adolescents dans une salle de tribunal, dont un mort avant son arrivée. Dans le dernier tome, on découvre que c'est Hiro qui a orchestré ce procès, avec la complicité d'Hikari, tué toutes les victimes désignées lors des votes (sauf Asami, Hayato et Miku, tous trois tués par Kazunori), y compris le juge qui a été acheté par l'avocat de Yoshino, dans l'unique but de faire souffrir les personnes qui ont condamné le chauffeur du camion à une légère peine (5 ans avec sursis, au lieu de 15 ans). En effet, cet homme est l'assassin de son frère Atsuya et les charges pesaient lourd contre lui (conduite en état d'ivresse, non-respect de la signalisation, homicide involontaire et délit de fuite). Cependant, après son jugement, Hikari et lui ont découvert que l'avocat de l'accusé a acheté un des juges avec 10 millions de yens. De plus, le père d'Hayato, Kazunori Takizawa, est recherché par la police pour corruption, car celui-ci, en plus d'avoir servi d'intermédiaire à l'avocat de Yoshino pour acheter le jury (seule la mère de Rina a refusé l'argent), s'est servi de sa position pour corrompre juges et jurés afin d'obtenir les verdicts qui l'arrangent. D'ailleurs, Hayato envisageait de le faire tomber un jour, puisqu'il a sauvegardé la liste des activités illégales de son père dans un disque, qu'Hikari a remis à la police et aux médias, avec l'enregistrement des aveux du juge acheté. (Dernière victime, tué par Hikari, mort empoisonné, organisateur du procès avec la complicité d'Hikari)
Membre de la famille enrôlé : Hikari: survivante
Kazuyuki Asai
Dit Kazu. C'est un garçon aux cheveux bruns mi-longs portant une veste grise, un bandeau sur la tête et un t-shirt blanc à manches longues sur lequel il est écrit « Don't lie your life » (littéralement : "ne mens pas ta vie", donc ne pas vivre dans le mensonge, symbole vraisemblable de son coming-out). Il est en terminale au lycée. Lui et Hiro sympathisent rapidement. Il affirme être homosexuel, ce qui, apparemment, constitue son péché, jugé de luxure (Lust). Il porte donc un masque de chat, comme Asami. Lors du dernier tome, on découvre que son petit ami a été corrompu durant le procès de Ryûji Yoshino, en percevant les 10 millions de yens de pots-de-vin versés par la société de l'accusé, Kazunori Takizawa ayant servi d'intermédiaire sur demande de l'avocat de Yoshino, sur les 100 millions de départ. (Troisième victime du procès, poussé au suicide par Hiroyuki Sakurai, mort par pendaison, tueur du type au masque de cochon);
Membre de la famille enrôlé : Son petit-ami mort par pendaison
Rina Okamoto
C'est une fille aux longues couettes rousses habillée en uniforme d'écolière rouge. Elle est en Première au lycée. La nature de son péché est l'avarice (Greed), représenté par un masque de renard, bien que l'on ne voit aucune trace de son avarice. Tout porte à croire qu'elle est la seule à n'avoir commis aucun péché, et qu'elle est seulement victime du jeu, ce qui renforce le fait qu'elle soit la seule survivante du groupe avec sa mère. Dans le dernier tome, la mère de Rina révèle à Hiro et Hikari que, lors du procès de Ryûji Yoshino, tous les juges (proches des victimes du procès d'Hiro) ont été achetés, sauf elle, d'où la relation avec son pêché : elle est restée insensible à l'argent.
Membre de la famille enrôlé : Sa mère: Survivante
Nobuyuki Yamaguchi
C'est un garçon aux cheveux longs en queue de cheval, portant une chemise bleue à carreaux à manches courtes, un pantalon gris et des chaussures grises et rouges. Il porte un masque d'ours, symbole animal de la paresse (Sloth). Il semble traîner un passé assez violent. Son péché est d'avoir tué sa mère parce qu'elle critiquait sa conduite (Deuxième victime du procès, tué par Hiroyuki Sakurai, poignardé)
Membre de la famille enrôlé : Apparemment son père mort empoisonné
Ryûhei Shinomiya
Ryûhei est un jeune homme grand et mince, vêtu d'un t-shirt noir à manches longues, un pantalon beige et des chaussures blanches ; ses cheveux sont gris et coiffés dans un style Visual Kei.  Il se dit Freelance, sans but réel dans la vie. Il porte le masque du cheval, ayant péché par colère (Wrath). On ignore son crime, mais sa réalité ne fait aucun doute, compte tenu de sa personnalité agressive et provocante. Il a fait partie d'un petit groupe de rock connu : les Glorious, dont il était le chanteur principal. Il a déjà été arrêté par la police pour avoir provoqué une bagarre au sein du groupe, puis il s'est ensuite fait prendre en possession de drogue, ce qui a conduit les Glorious à la séparation. (Quatrième victime du procès, tué par Hiroyuki Sakurai, mort mutilé à coups de ciseau)
Membre de la famille enrôlé : Une de ses petites amies morte d'un coup de ciseau dans le cœur
Hayato Takizawa
Un étudiant en droit, habillé d'un costume, les cheveux noirs et portant des lunettes. Il aurait péché par orgueil (Pride), écopant d'un masque de lion. Il semble silencieux et méprisant, et se dit lui-même prêt à tout pour sortir du jeu et se venger de son père, Kazunori. Il est de nature calme et manipulateur. Son péché d'orgueil se réfère à son statut d'étudiant en droit (censé montrer sa subjectivité), il peut aussi se référer a son caractère hautain et manipulateur. Dans le dernier tome, Hayato révèle à Hiro qu'il est l'enfant de la maîtresse de son père, que ce dernier n'est jamais allé la voir à l'hôpital et n'a pas assisté à ses funérailles lors de son décès. De plus, il envisageait de faire tomber son père un jour, ayant sauvegardé une liste de ses activités illégales dans un disque, remis à la police & aux médias, ainsi que les aveux du juge acheté lors du procès de Ryûji Yoshino. (Victime du dernier jugement, tué par Kazunori Takizawa, mort d'une flèche plantée dans son cœur)
Membre de la famille enrôlé : Kazunori Takizawa (son père): Cause principale du procès, meurt pendue en tombant de son escabeau
Asami Kimura
Une jeune fille blonde juchée sur des chaussures à talons roses, vêtue d'une minijupe verte et d'un bustier vert et bleu. Elle porte également une croix chrétienne en bois en pendentif. Elle tentera de séduire Hiroyuki, mais échouera. On ignore son crime, mais son péché "Luxure", et les photos retrouvés sur le téléphone de Kazuyuki, laissent supposer qu'elle a profité de plusieurs hommes. Lorsqu'elle était petite, son père la maltraitait jour après jou,r en lui brûlant la peau avec des cigarettes, ce qui lui a valu le surnom de "cendrier". (Cinquième victime du procès, tuée par Miku Sanada, morte mutilée de coups de verre).
Membre de la famille enrôlé : son fiancé mort mutilé
Miku Sanada
Une jeune fille timide et craintive, dotée de longs cheveux noirs. Elle porte un T-shirt blanc avec un motif de papillon noir, un short rose et des bottes rouges, ainsi que des lunettes. Son péché, la gourmandise, est tiré de physique disproportionné qui était auparavant le sien et du fait d'avoir réclamé 10 millions de yens pour avoir une opération. (Victime du dernier jugement, tué par Kazunori Takizawa, morte d'une flèche tirée sur le front)
Membre de la famille enrôlé : Son grand père meurt le crâne ouvert en deux

### Jugements et votes
| Participant | Jugement 1 | Jugement 2 | Jugement 3 | Jugement 4 | Jugement 5 |
| ----------- | ---------- | ---------- | ---------- | ---------- | ---------- |
| Hiroyuki    | Hiroyuki   | Hiroyuki   | Ryûhei     | Hiroyuki   | Survivant  |
| Rina        | Rina       | Rina       | Ryûhei     | Asami      | Survivante |
| Hayato      | Nobuyuki   | Kazuyuki   | Hiroyuki   | Miku       | Tué        |
| Miku        | Miku       | Miku       | Hiroyuki   | Asami      | Tuée       |
| Asami       | Nobuyuki   | Kazuyuki   | Ryûhei     | Miku       | Décédée    |
| Ryûhei      | Nobuyuki   | Kazuyuki   | Hiroyuki   | Décédé     | Décédé     |
| Kazuyuki    | Kazuyuki   | Kazuyuki   | Décédé     | Décédé     | Décédé     |
| Nobuyuki    | Ryûhei     | Décédé     | Décédé     | Décédé     | Décédé     |
| Cochon (?)  | Décédé     | Décédé     | Décédé     | Décédé     | Décédé     |

## Manga

### Liste des chapitres
| no | Japonais         | Japonais          | Français         | Français          |
| no | Date de sortie   | ISBN              | Date de sortie   | ISBN              |
| --- | ---------------- | ----------------- | ---------------- | ----------------- |
| 1 | 21 août 2010     | 978-4-7575-2967-0 | 30 juin 2011     | 978-2-35592-282-4 |
| Liste des chapitres : Chapitre 1 : Ouverture du procès Chapitre 2 : Détaché Chapitre 3 : Pécheurs Chapitre 4 : Réclusion volontaire Chapitre 5 : Premier jugement                                                    |                  |                   |                  |                   |
| 2 | 22 décembre 2010 | 978-4-7575-3088-1 | 8 septembre 2011 | 978-2-35592-306-7 |
| Liste des chapitres : Chapitre 6 : Traître Chapitre 7 : Sentence Chapitre 8 : Peine de mort inversée Chapitre 9 : Conspirateurs Chapitre 10 : Témoin                                                                 |                  |                   |                  |                   |
| 3 | 21 mai 2011      | 978-4-7575-3225-0 | 8 décembre 2011  | 978-2-35592-335-7 |
| Liste des chapitres : Chapitre 11 : Choix Chapitre 12 : Deuxième jugement Chapitre 13 : Témoignage Chapitre 14 : Aveux Chapitre 15 : Procès inéquitable                                                              |                  |                   |                  |                   |
| 4 | 22 décembre 2011 | 978-4-7575-3410-0 | 12 avril 2012    | 978-2-35592-374-6 |
| Liste des chapitres : Chapitre 16 : Évasion Chapitre 17 : Un autre procès Chapitre 18 : Sursis Chapitre 19 : Rupture Chapitre 20 : Preuve matérielle                                                                 |                  |                   |                  |                   |
| 5 | 22 mai 2012      | 978-4-7575-3590-9 | 5 juillet 2012   | 978-2-35592-415-6 |
| Liste des chapitres : Chapitre 21 : Trois suspectes Chapitre 22 : Similitudes Chapitre 23 : Responsabilité collective Chapitre 24 : Quatrième jugement Chapitre 25 : Le dernier jugement Chapitre 26 : Retrouvailles |                  |                   |                  |                   |
| 6 | 22 novembre 2012 | 978-4-7575-3780-4 | 24 janvier 2013  | 978-2-35592-477-4 |
| Liste des chapitres : Chapitre 27 : Trahison Chapitre 28 : Mobile Chapitre 29 : Auditoire Chapitre 30 : Neuf personnes Chapitre 31 : Verdict Dernier chapitre : Clôture du procès                                    |                  |                   |                  |                   |

## Film en prise de vues réelles
Annoncée en mai 2013, une adaptation en film en prise de vues réelles est sortie le 8 novembre 2013 au Japon. Dans les pays francophones, le film est proposé par Ki-oon avec l'édition limitée du premier tome de Secret.